# اینچه خدابنده‌لو
اینچه خدابنده‌لو، روستایی از توابع بخش مرکزی شهرستان خدابنده در استان زنجان ایران است.

## جمعیت
این روستا در دهستان خرارود قرار دارد و براساس سرشماری مرکز آمار ایران در سال ۱۳۸۵، جمعیت آن ۱٬۵۲۶ نفر (۳۶۵خانوار) بوده‌است.